# كاساندرا جاردين
كاساندرا جاردين (بالإنجليزية: Cassandra Jardine)‏ هي صحفية بريطانية، ولدت في 16 نوفمبر 1954، وتوفيت في 29 مايو 2012 بسبب سرطان الرئة.